# 基齐库斯的赫利孔
基齐库斯的赫利孔（古希腊语 : Ἑλικών / Helikồn）是公元前四世纪古希腊一位天文学家和数学家。

## 传记
他曾师从数学家暨天文学家尼多斯的欧多克索斯及哲学家伊索克拉底，也是柏拉图学院成员之一。因准确预言了公元前361年5月12日的日食而得到柏拉图的朋友、叙拉古僭主大狄奥尼西奥斯一塔兰同的赏银。
他曾与尼多斯的欧多克索斯一起研究过几何上的倍立方问题。普鲁塔克在标题为《无需的羞耻》一文中就引用过一则关于他的轶事。
月球上的赫利孔陨石坑就是以他的名字命名的。

## 参引资料
1. ↑  Section X